# Heinz Rudolf Kunze
Pour les articles homonymes, voir Kunze.
Heinz Rudolf Kunze (parfois désigné par ses initiales HRK) est un auteur-compositeur-interprète de rock et écrivain allemand né le 30 novembre 1956 à Espelkamp. Il s'est fait connaître avec son titre Dein ist mein ganzes Herz en 1985.

## Biographie
Heinz Rudolf Kunze est né dans un camp de réfugiés de la Seconde Guerre mondiale, près de Minden (Westphalie), sa famille ayant fui leur ville d'origine, Guben (Brandebourg), située sur la ligne Oder-Neisse. Son père Rudi Kunze, alors fait prisonnier de guerre par les Soviétiques, était officier de la Waffen-SS.
Il étudie au Graf-Stauffenberg-Gymnasium d'Osnabrück. Attiré par la littérature, il s'oriente vers des études de germanistique et de philosophie.
Représentant l'Allemagne à l'Eurovision 2007, il est classé troisième avec la chanson Die Welt ist Pop (Le Monde est pop)[réf. nécessaire].

## Discographie

### Albums
- 1985 – Dein ist mein ganzes Herz
- 1986 – Wunderkinder
- 1991 – Brille
- 1994 – Kunze: Macht Musik
- 1999 – Korrekt
- 2001 – Halt
- 2005 – Das Original
- 2007 – Klare Verhältnisse
- 2013 – Stein vom Herzen
- 2016 – Deutschland

### Singles
- 1985 – Dein ist mein ganzes Herz
- 1989 – Alles was sie will
- 1991 – Alles gelogen
- 1992 – Finderlohn
- 1994 – Leg nicht auf
- 1999 – Aller Herren Länder
- 2008 – Langere Tage

## Œuvres
- 1984 – Deutsche Wertarbeit — Lieder und Texte 1980–1982
- 1986 – Papierkrieg — Lieder und Texte 1983–1985
- 1991 – Sternzeichen Sündenbock
- 1992 – Mucken und Elefanten — Lieder und Texte 1986–1991
- 1994 – Der Golem aus Lemgo
- 1997 – Heimatfront — Lieder und Texte 1995–1997
- 1999 – Heinz Rudolf Kunze: agent provocateur
- 2002 – Wasser bis zum Hals steht mir
- 2005 – Artgerechte Haltung — Lieder und Texte 2003–2005
- 2006 – Kommando Zuversicht